# Peter Vaupel
Peter W. Vaupel  (* 21. August 1943 in Lemberg, Pfalz) ist ein deutscher Arzt und Physiologe/Pathophysiologe. Er ist ehemaliger Leiter des Instituts für Physiologie und Pathophysiologie im Fachbereich Medizin der Johannes Gutenberg-Universität Mainz. 2008–2019 war er als (Gast-)Professor für Tumor-Pathophysiologie, Strategieberater an der Klinik für Radioonkologie und Strahlentherapie sowie Expert Lecturer im Masterstudiengang Radiation Biology am Klinikum rechts der Isar der TU München tätig. Seit Oktober 2019 ist Peter Vaupel Gastprofessor an der Klinik für Strahlenheilkunde am Universitätsklinikum Freiburg/Br.

## Leben
Nach dem Besuch der Volksschule seines Geburtsortes und des damaligen Staatlichen Mathematisch-Naturwissenschaftlichen Gymnasiums in Pirmasens studierte Peter Vaupel von 1963 bis 1968 Medizin an der Johannes Gutenberg-Universität in Mainz. Von 1965 bis 1968 war er Doktorand und Wissenschaftliche Hilfskraft am Physiologischen Institut der Universität Mainz. Mit einer Dissertation zur Thermodiffusion von Ionen durch Zellmembranen wurde er 1969 zum Dr. med. promoviert. Nach der Medizinalassistentenzeit im Städtischen Krankenhaus in Pirmasens erhielt er 1970 die Approbation als Arzt. Im gleichen Jahr nahm er seine medizinisch-wissenschaftliche Tätigkeit bei Gerhard Thews am damaligen Institut für Physiologie der Universität auf. Unterbrochen wurde diese Forschungs- und Lehraktivität 1972/1977 durch Wehrdienste als Stabsarzt/Oberstabsarzt.
Im Frühjahr 1974 habilitierte er sich mit einer Schrift zur Sauerstoffversorgung bösartiger Tumoren und wurde gleichzeitig zum Professor an der Universität Mainz ernannt. 1979 nahm er eine Einladung als Gastprofessor an das Henry Ford Hospital in Detroit (USA) an. Die Ernennung zum Leiter der Abteilung für Angewandte Physiologie am Fachbereich Medizin der Universität Mainz folgte 1983. Aufgrund seiner wissenschaftlichen Tätigkeit auf dem Gebiet der Durchblutung und Sauerstoffverteilung und des Mikromilieus im Krebsgewebe erhielt er 1986 einen Ruf als Full Professor an die Harvard University in Boston (USA). Während einer sehr produktiven Forschungsperiode in seiner Funktion als Andrew Werk Cook Professor für Strahlenbiologie, Tumorbiologie und Physiologie an dieser amerikanischen Eliteuniversität erhielt er Rufe an die Universität Münster (abgelehnt) und Mainz. Nach Annahme des Rufes nach Mainz übernahm er 1989 den Lehrstuhl für Pathophysiologie im Fachbereich Medizin der Johannes Gutenberg-Universität, den er bis zu seiner Emeritierung im Jahr 2008 innehatte. Seit Oktober 2008 ist er in der Sektion Tumor-Pathophysiologie an der Klinik für Radioonkologie und Strahlentherapie der Universitätsmedizin Mainz tätig. 2011 war Peter Vaupel Visiting Professor am Department of Physiology, Batterjee Medical College in Jeddah (Saudi-Arabien).
Peter Vaupel ist seit vielen Jahren ein Referent bei internationalen Kongressen und wissenschaftlicher Gutachter. Er war über viele Jahre Mitglied der Medizinischen Sachverständigenkommission des Instituts für Medizinische und Pharmazeutische Prüfungsfragen (IMPP) und Fachgutachter des Projects Committee of Cancer Research von Großbritannien. Für 10 Jahre war er Vorsitzender des Bereichsausschusses Vorklinik des Fachbereichs Medizin in Mainz und Prodekan (1997 bis 1999). Seit 1998 ist Peter Vaupel Ordentliches Mitglied der Akademie der Wissenschaften und der Literatur zu Mainz. Von 1999 bis 2003 war er Vorsitzender deren Kommission für Medizinforschung.
Bekannt geworden ist Peter Vaupel u. a. als Mitherausgeber der beiden Lehrbücher Anatomie, Physiologie, Pathophysiologie des Menschen (1980, mit Gerhard Thews und Ernst Mutschler; 7. Auflage mit Hans-Georg Schaible und Ernst Mutschler 2015) und Vegetative Physiologie (1981, mit Gerhard Thews; 5. Auflage 2005). Beide Bücher gelten als Standardwerke. Darüber hinaus ist er Autor/Koautor von mehr als 600 wissenschaftlichen Publikationen,  sowie (Mit-)Herausgeber von 17 Fachbüchern zur Pathophysiologie bösartiger Tumoren. Die von Web of Science, Semantic Scholar bzw. ResearchGate erfassten Publikationen wurden über 37000-mal zitiert (davon 770 "highly influential citations",  gem. Semantic Scholar). Vaupel ist damit einer der weltweit meistzitierten Pathophysiologen. Der aktuelle Hirsch-Index (h-Faktor) liegt bei 80. Zusammen mit Michael Höckel (Universitätsfrauenklinik Leipzig) beschrieb Peter Vaupel 1993 erstmals den wegweisenden Mechanismus der Aggressionssteigerung (malignen Progression) bei Sauerstoff-verarmten (hypoxischen) Tumoren [Radiother. Oncol. 26: p.45, 1993; Cancer Res. 56: p.4509, 1996].
Unter den Tätigkeiten von Peter Vaupel in wissenschaftlichen Gesellschaften und Stiftungen sind u. a. zu nennen:
- 1983–1984, 1991 Vorsitzender der Deutschen Gesellschaft für Mikrozirkulation
- 1988 Invited Nominator for the Nobel Prize in Physiology or Medicine for 1989, Letter of Invitation, The Nobel Committee for Physiology or Medicine, Stockholm, Sweden
- 1991–1992 Präsident der International Society on Oxygen Transport to Tissue (ISOTT)
- 1989–2008 Kommissionsvorsitzender des Boehringer-Ingelheim-Forschungspreises (Mainz)
- seit 1993 Stiftungsrat der „Dr. med. h.c. Erwin Braun Stiftung“ (Basel)
- 1996–2021 Vorsitzender der „Wulf Vater-Stiftung“ (Wulf Vater-Dihydropyridine-Forschungspreis, Mainz)
- 2010 Gründungsmitglied der „International Society of Primo Vascular System“[2]

## Ehrungen
Das wissenschaftliche Wirken von Peter Vaupel wurde mit zahlreichen wissenschaftlichen Preisen ausgezeichnet:
- Boehringer-Ingelheim-Forschungspreis 1974,
- Honorary Master’s Degree (M.A.) der Harvard University, 1988
- Lund-Science-Award 1989,
- Award der European Society of Hyperthermic Oncology (ESHO) 2004,
- 1st Robert F. Kallman Memorial Lecture der Stanford University Medical School 2004,
- Award of the Indian Association Hyperthermia Oncology and Medicine 2008,
- 1st Lifetime Achievement Award der IAHOM, Indien 2012,
- A. Kovach Memorial Lecture der International Society on Oxygen Transport to Tissue (ISOTT) 2012,
- The Outstanding Research Award, International Conference on Tumor Microenvironment, Miami 2013,
- Ehrenmitglied der Scientific Association of Swiss Radiation Oncology (SASRO) 2004,
- Ehrenmitglied der Deutschen Gesellschaft für Radioonkologie (DEGRO) 2006,
- Honorary Member of the Society for Radiation Research (SRR) 2015
- DGHT-Award zur Würdigung besonderer Leistungen für die Hyperthermie 2016[3]
- Establishment „Peter Vaupel Honorary Lecture“, International Society on Oxygen Transport to Tissue (ISOTT), 2016
- Hon. Visiting Professor, Odessa National Medical University. Election and Appointment by Academic Council, June 24, 2019
- 2nd Lifetime Achievement Award der IAHOM, Indien 2020[4]
- Medal of Honor, Meritorious Service Award, International Society on Oxygen Transport to Tissue (ISOTT), Tokyo 2023